# Таварес, Хекель
Хекель Таварес (порт. Hekel Tavares; 16 сентября 1896, Сатуба — 8 августа 1969, Рио-де-Жанейро) — бразильский композитор.

## Биография
Сын богатого плантатора. С 1921 г. жил и работал в Рио-де-Жанейро, сочиняя песни, лёгкую театральную музыку и т. п. (часто в соавторстве с другими молодыми музыкантами), а также как пианист в театрах. В 1927—1928 гг. Тавареса ожидали первые успехи — в частности, ряд его песен был записан на грампластинки различными исполнителями. С 1935 г. Таварес выступал и как автор более серьёзных сочинений. В 1949—1953 гг. по заданию Министерства образования и культуры Бразилии Таварес предпринял масштабную фольклорную экспедицию по сбору народного музыкального материала. Из этой работы выросли наиболее известные произведения Тавареса — симфоническая поэма «Злой дух» (порт. O Anhangüera) и Концерт № 2 для фортепиано с оркестром «В бразильских формах» (записан выдающейся пианисткой Фелицией Блюменталь).